# Dergi in Roza v kraljestvu svizca
Dergi in Roza v kraljestvu svizca je slovenski nizkoproračunski celovečerni komični film iz leta 2004 v režiji Borisa Jurjaševiča.
Glavna lika sta humorista Dergi in Roza iz TV oglasov za loterijsko igro 3x3. V filmu nastopi tudi najstniška pop skupina Foxy Teens, odlomki iz filma pa so bili uporabljeni za njen glasbeni spot "Tramvaj še stoji", ki je nastal v produkciji VPK.

### Zgodba
Dergi in Roza sta stara znanca iz amaterskega gledališča. Radijec Dergi beži pred dekletom Bibo, koroško Slovenko, ki se hoče poročiti z njim. Roza je socialni delavec v sirotnišnici, ki deluje v graščini in hoče zbrati denar za odkup, saj graščino hoče prodati denacionalizacijski upravičenec iz Amerike. S prošnjo za posojilo gre k Dergiju, ki se ravno odloči zbežati pred Bibo kot oskrbnik planinske koče, saj si tja ne bo upala. Po radiju se zlaže, da gre na Islandijo. 
Roza doseže enomesečni odlog prodaje graščine. Dergi in Roza se odločita, da bosta v koči zaslužila denar, vmes pa naštudirala predstavo Krst pri Savici, v kateri bo Roza Bogomila, Dergi pa Črtomir. Dergi po radiu z visoke skale oddaja svojo pogovorno ddajo. Biba se vrne z Islandije. Obisk koče je slab, obiskovalci imajo hrano s sabo, med obiskovalci pa so pijani turisti, oderuški planšar in predsednik planinske zveze, ki ima težave z zaprtjem. Na obisk pride tudi skupina Foxy Teens s pohlepnim in izkoriščevalskim menedžerjem. Roza jo prosi, naj nastopi za njegove gojence, njihove oboževalce. 
Nori alpinist Pepi Puh je pred leti umrl, ko je želel preplezati neko zahtevno steno, zdaj pa nadleguje Dergija in Rozo, ker hoče, da to naredita onadva. Pove jima še, da je na vrhu zaklad. 
Biba Dergija izsledi po telefonu in Dergi pred njo zbeži po Puhovi steni in ugotovi, da ni zaklada. Duh se mu zahvali, strahopetna Roza in Biba pa med kritiziranjem Dergija ugotovita, da sta sorodni duši. Izkaže se, da je Biba bogata dedinja in lahko pomaga Rozi. Dergija reši helikopter. Biba in Roza postaneta poslovna sodelavca, ljubosumni Dergi pa Bibi obljubi poroko še isti mesec. Film se zaključi z nastopom Foxy Teens za gojence na poroki Dergija in Bibe pred graščino. Gosti so nastopajoči v filmu.

## Odziv kritikov in gledalcev

### Kritiki
Marcel Štefančič jr. je napisal, da so številni estradniki v filmu dolgočasni, da ne pomaga niti Emeršičevo stalno prdenje, da je film naiven in zastarel, da sta Dergi in Roza še naprej le reklama, ter da je o napis o odsotnosti državne podpore izgovor za kup oglasov (ocena: zelo proti +).
Filip Breskvar je napisal, da se filmu nizek budžet pozna tudi pri slabem zvoku, da je manj smešen od reklam za 3x3, da ni šal o svizcu, da so oglasi moteči, da je zgodba brez repa in glave in da so liki pohlepnih kapitalistov neumni. Navedel je trditev Derganca na premieri, da je humor na nivoju tv serije Vrtičkarji (ocena: 4 od 10).

### Obisk v kinu
Film je videlo 22.353 oz. 22.659 gledalcev.

## Zasedba
| - Marko Derganc: Dergi - Andrej Rozman - Roza: Roza - Magdalena Kropiunig: Biba - Bojan Emeršič: predsednik planinske zveze - Maša Derganc: žena predsednika planinske zveze | - Jernej Šugman: planšar - Janez Škof: duh Pepija Puha - Zvezdana Mlakar: radoživa planinka - Zvone Hribar: planinkin ljubosumni mož - Foxy Teens (Tanja Žagar, Mirna Reynolds in Špela Grošelj) | - Jernej Kuntner: menedžer Foxy Teens - Matjaž Javšnik: turist - Primož Ekart: turist - Barbara Cerar: turistka - Milena Muhič | - Demeter Bitenc: denacionalizacijski upravičenec iz Amerike - Nataša Matjašec - Uroš Fürst |

## Ekipa
- glasba: Slavko Avsenik mlajši
- fotografija: Zoran Hochstätter
- scenografija: Andrej Stražišar